# Никол, Стив
Сти́вен «Стив» Ни́кол (англ. Stephen "Steve" Nicol; родился 11 декабря 1961, Эрвин) — завершивший карьеру шотландский футболист, защитник, наиболее известный по выступлениям за «Ливерпуль». В настоящее время является комментатором на ESPN FC, подразделении ESPN.

## Карьера

### «Ливерпуль»
Никол начал свою профессиональную карьеру в шотландском «Эр Юнайтед» и провёл в этом клубе чуть больше двух сезонов, сыграв за это время в 70 матчах в лиге. 26 октября 1981 года он был приобретён легендарным менеджером «Ливерпуля» Бобом Пэйсли за 300 тысяч фунтов (достаточно крупная по тем временам сумма за 20-летнего игрока).
Следующие два года Стив провёл, выступая за резервы «красных» и набираясь опыта. Его дебют в первом составе состоялся 31 августа 1982 года в матче против «Бирмингем Сити» на «Сент-Эндрюсе» (0:0), а в 1983 году, уже при новом наставнике «Ливерпуля» Джо Фэгане, он стал постоянным игроком основного состава. Первый гол за команду Никол забил 22 октября 1983 года в матче против «Куинз Парк Рейнджерс» на «Лофтус Роуд» (1:0). По итогам своего первого полного сезона в первом составе Стив стал чемпионом Англии, хотя и не получил медаль, так как провёл недостаточное количество матчей. Он не попал в заявку на первое в истории мерсисайдское дерби в финале турнира, которым стал розыгрыш Кубка Лиги, но был в числе игроков, которые обыграли итальянскую «Рому» на её стадионе в финале Кубка чемпионов в Риме в 1984 году. Исход встречи был решён в серии пенальти, Стив свой одиннадцатиметровый удар реализовать не сумел, но «Ливерпуль» выиграл этот матч, благодаря «макаронным ногам» Брюса Гроббелара.
Начиная со следующего сезона, Никол стал твёрдым игроком основного состава. В 1986 году он сделал «дубль» с «Ливерпулем», которым руководил уже Кенни Далглиш. «Красные» опередили «Эвертон» в чемпионате на два очка и обыграли его в первом в истории мерсисайдском финале Кубка Англии со счётом 3:1. К тому времени Стив уже регулярно вызывался в сборную Шотландии, в которой он дебютировал 12 сентября 1984 года в матче против Югославии на «Хэмпден Парк». Шотландцы тот матч выиграли с разгромным счётом 6:1, причём одноклубники Никола Грэм Сунесс и Кенни Далглиш забили по два мяча. В составе сборной в 1986 году Стив принял участие в Чемпионате мира в Мексике.
Никол достаточно легко мог сыграть на разных позициях. Хотя после ухода Фила Нила из команды он обычно играл на правом фланге защиты, он мог сыграть и на левом фланге, и в центре обороны, а также в центре поля. Несколько раз он даже играл в нападении.
В 1988 году Стив Никол неожиданно проявил таланты бомбардира, по-прежнему выступая в качестве защитника. Особенно запомнились его хет-трик в матче против «Ньюкасла», а также мяч, забитый головой с дальнего расстояния в ворота «Арсенала». Он продолжал успешно выполнять и свои функции в обороне и помог «Ливерпулю» выиграть очередной чемпионский титул. Клуб мог оформить ещё один «дубль», но в финале Кубка Англии «красные» неожиданно уступили «Уимблдону» со счётом 0:1. Никол был последним игроком «Ливерпуля», который имел шанс в том матче сравнять счёт и перевести игру в овертайм, но мяч после его удара головой прошёл чуть выше перекладины.
В следующем году вместе со своими партнёрами по команде Стив принял участие в многочисленных церемониях похорон жертв трагедии на стадионе «Хиллсборо» в Шеффилде, которая унесла жизни 96 болельщиков «Ливерпуля», пришедших на матч полуфинала Кубка Англии против «Ноттингем Форест». «Ливерпуль» выиграл в переигровке этого матча, а затем одержал победу над «Эвертоном» в финале турнира, однако упустил на «Энфилде» победу в чемпионате Англии, благодаря, возможно, последнему удару сезона, которым Майкл Томас принёс чемпионский титул «Арсеналу». Стив Никол по итогам сезона был признан Лучшим игроком года по версии футбольных журналистов.
В следующем сезоне «Ливерпуль» одержал крупнейшую в своей истории победу в лиге, обыграв «Кристал Пэлас» со счётом 9:0. При этом Никол стал единственным игроком, который в тот вечер отличился дважды, забив первый и последний голы своей команды (на седьмой и девяностой минутах). По итогам сезона «красные» снова стали чемпионами Англии, а два года спустя уже под руководством Грэма Сунесса выиграли Кубок Англии, на этот раз победив в финальном матче «Сандерленд» (2:0).

### После «Ливерпуля»
Стив оставался в «Ливерпуле» до 20 января 1995 года, когда он занял пост играющего тренера в «Ноттс Каунти». В последний месяц кампании 1994/95 годов он вместе с двумя другими игроками даже руководил командой, но не смог спасти её от вылета во Второй дивизион. В ноябре 1995 года Никол перешёл в «Шеффилд Уэнсдей», в котором он дебютировал в матче против «Эвертона» на «Гудисон Парк» (2:2). Но самым знаменательным событием в карьере Стива на «Хиллсборо» стал матч против «Ливерпуля» 7 декабря 1996 года, когда он помог своему клубу удержать звёздное нападение своей бывшей команды (которое представляли, в частности, Робби Фаулер, Стив Макманаман и Джон Барнс) и в итоге неожиданно выиграть со счётом 1:0. После завершения карьеры в «Уэнсдей» Никол поиграл ещё за «Вест Бромвич Альбион» и «Донкастер Роверс», а затем отправился в США.

### Америка. Начало тренерской карьеры
В 1999 году Стив занял пост играющего тренера в «Бостон Буллдогс» из А-Лиги. В сентябре того же года он временно, на два матча, занял пост играющего тренера «Нью-Инглэнд Революшн», выступавшем в MLS. Обе игры его команда выиграла, а затем Никол снова вернулся в «Бостон Буллдогс», где он провёл сезоны 2000 и 2001 годов.
В 2002 году он стал ассистентом главного тренера в «Нью-Инглэнд Революшн». Вскоре он стал менеджером клуба сперва на временной, а затем (после 21 матча у руля клуба) и на постоянной основе. По итогам сезона его команда выиграла кубок MLS, а сам Никол был признан Лучшим тренером года в MLS. Каждый год под его руководством «Нью-Инглэнд Революшн» выходит в финал Восточной конференции, а в 2005, 2006 и 2007 годах клуб снова участвовал в финалах Кубка MLS. Клубу под его руководством принадлежит уникальное достижение — первые три раза из четырёх, когда они доходили до финала этого турнира, они не смогли забить голов в основное время (все четыре матча команда Никола проиграла).

## Достижения

### Достижения в качестве игрока
- Чемпион Англии (1984, 1986, 1988, 1990)
- Обладатель Кубка чемпионов (1984)
- Обладатель Кубка Англии (1986, 1989, 1992)
- Обладатель Суперкубка Скрин Спорт (1986)
- Обладатель Суперкубка Англии (1986, 1989)
- Игрок года по версии футбольных журналистов (1989)
- Финалист Кубка чемпионов (1985)
- Вице-чемпион Англии (1985, 1987, 1989, 1991)
- Финалист Кубка Англии (1988)
- Финалист Суперкубка Англии (1987)

### Достижения в качестве тренера
- Обладатель Открытого Кубка США (2007)
- Финалист Кубка MLS (2002, 2005, 2006, 2007)
- Чемпион Североамериканской суперлиги (2008)
- Тренер года в MLS (2002)

## Личная жизнь
Стив с семьёй живёт в Хопкинтоне, Массачусетс. Город находится в 40 километрах от Бостона. Его жену зовут Элеанора, вместе с ними живут их сын Майкл (играет в американский футбол) и дочь Кэти.

## Интересные факты
- Стив занимает 17 место по количеству матчей, проведённых за «Ливерпуль» — на его счету 468 игр за «красных».
- По результатам опроса «100 игроков, которые потрясли Коп» (100 Players Who Shook the Kop), проведённом в 2006 году среди болельщиков «Ливерпуля», Никол занял 39 место. Количество респондентов, которым предлагалось выбрать 10 лучших игроков клуба за всю его историю, превысило 110 тысяч человек.
- Одно время Стив рассматривался в качестве возможного преемника Брюса Арены на посту тренера сборной США.